# 十一人画家
十一人画家（英語：Painters Eleven，亦作Painters 11、P11）是一个加拿大抽象派绘画团体，由亚历山大·卢克、雷伊·米德、奥斯卡·卡昂、杰克·布什、汤姆·霍奇森等11人组成，他们由威廉·罗纳德召集到一起。1953年召开的一次会议上，他们首次使用了“十一人画家”的名称。画派成员多来自技术学院，未受正规的艺术训练，也并无统一的风格。他们一开始多临摹欧洲作品，但也表现了一些加拿大特色。十一人画家画风抽象，不表达明显的社会含义。1954年2月罗纳德等在多伦多举行首次画展。1960年10月，画派解散。